# Voortdurend
Voortdurend is een artistiek kunstwerk in Amsterdam-West.
Bij de bouw van de Spaarndammertunnel verdween een stuk historisch Spaarndammerdijk. Zij werd afgegraven om plaats te maken voor die tunnel. Daarmee verdween een historische plek; die Spaarndammerdijk hield eeuwenlang water van de Zuiderzee/ IJ uit dit gebied. Amsterdam plempte echter door de eeuwen heen rustig door en zo kwamen hier de Houthavens te liggen, een havengebied, later een industrieterrein en vanaf 2010 na structurele herinrichting een woonwijk. Dat had tot gevolg dat de plaats waar de dijk had gelegen veranderde in een stadspark op een tunnel. 
Plannen voor het kunstwerk dateren al vanaf 2017. Er werd toen een wedstrijd uitgeschreven met drie kunstenaars Marjet Wessels Boer, Alphons ter Avest (kwam met straatlantaarns) en Ram Katzir (kwam met drijvende vlotten en boomstam-banken). Wessels Boer had meerdere objecten ontworpen: buurtbakens en een bank. Een van de bakens zou geplaatst worden in een binnenhaven bij de Gevlebrug. Zij mocht in 2018 haar ideeën uitwerken; ze had wel het geluk dat haar praktijk/atelier om de hoek gevestigd is, aan de Haparandadam. De opdracht gold onder het thema “ongedeelde buurt”. Men voorzag dat de bovenbouw van de tunnel een barrière zou vormen tussen Spaarndammerbuurt en de nieuwe Houthavens. Door een park op de bovenbouw te realiseren probeerde de gemeente dat de voorkomen. Van haar totale idee bleef alleen een zitbank van 170 meter lang (in vier delen) over. De bank bestaat uit 2 segmenten die door elkaar gevlochten zijn, een gele en een blauwe. De kleuren voeren terug op zonweerspiegelingen in/van water (vanaf de Haparandadam kijkt Wessels Boer over het IJ). Het blauwe segment wordt per bankdeel donkerder.  Tijdens de beginfase was er nog geen park, tijdens het eind werd ze geconfronteerd met betonnen boordingen (keerwallen). Omdat de banken om die boordingen zijn gevouwen moesten ook die banken qua vorm steeds aangepast worden. Ook mocht de bank van de supervisors niet doorlopen. Het werd een proces van continue aanpassingen. De bank golft zowel verticaal golft (leuning hoger en lager) als horizontaal (zitvlak dieper en ondieper). Het kwam er op neer dat in de vier banken geen deel gelijk is. Het eerste deel werd rond april 2021 geplaatst.     
Het kunstwerk kon vanwege de coronapandemie niet officieel onthuld worden, buurtbewoners trokken zich daar niets van aan. Vanaf het moment dat de banken klaar waren (september 2021), gingen men op deze toegepaste kunst zitten.
Wessels Boer ging hierna verder met een volgend project in Amsterdam: een miniatuur Paleis voor Volksvlijt  (Paleisbeeld) voor het Sarphatipark.

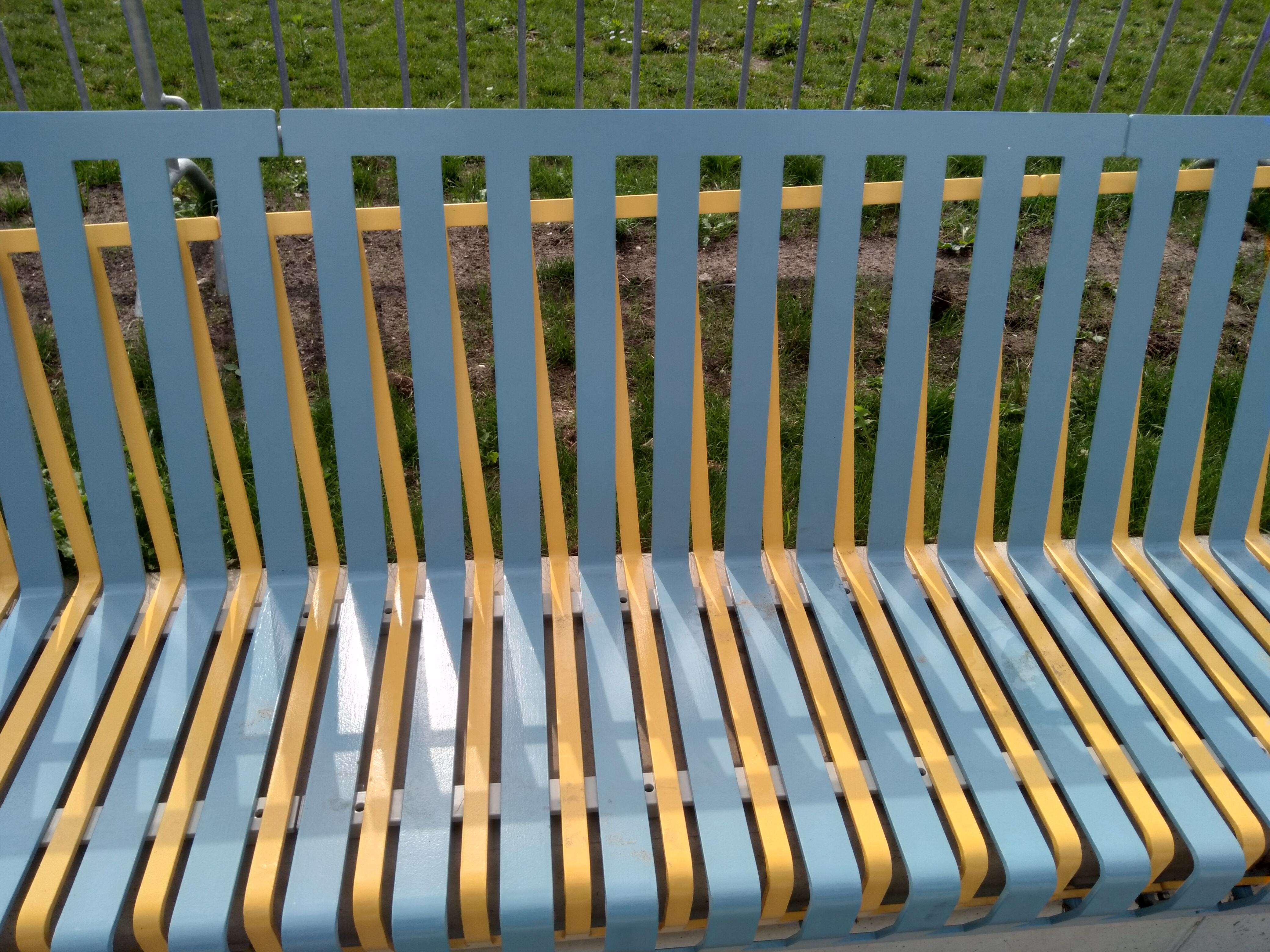
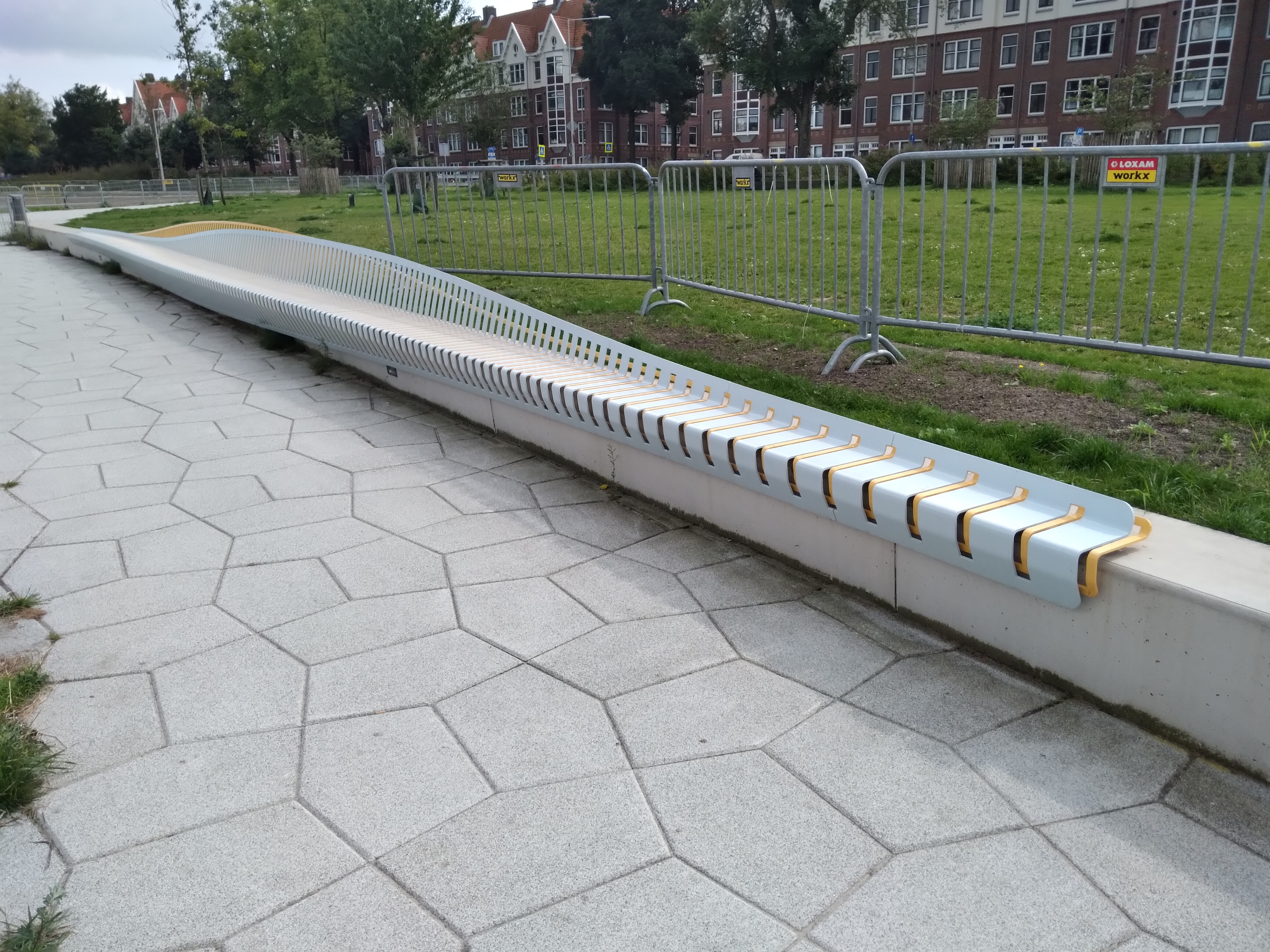
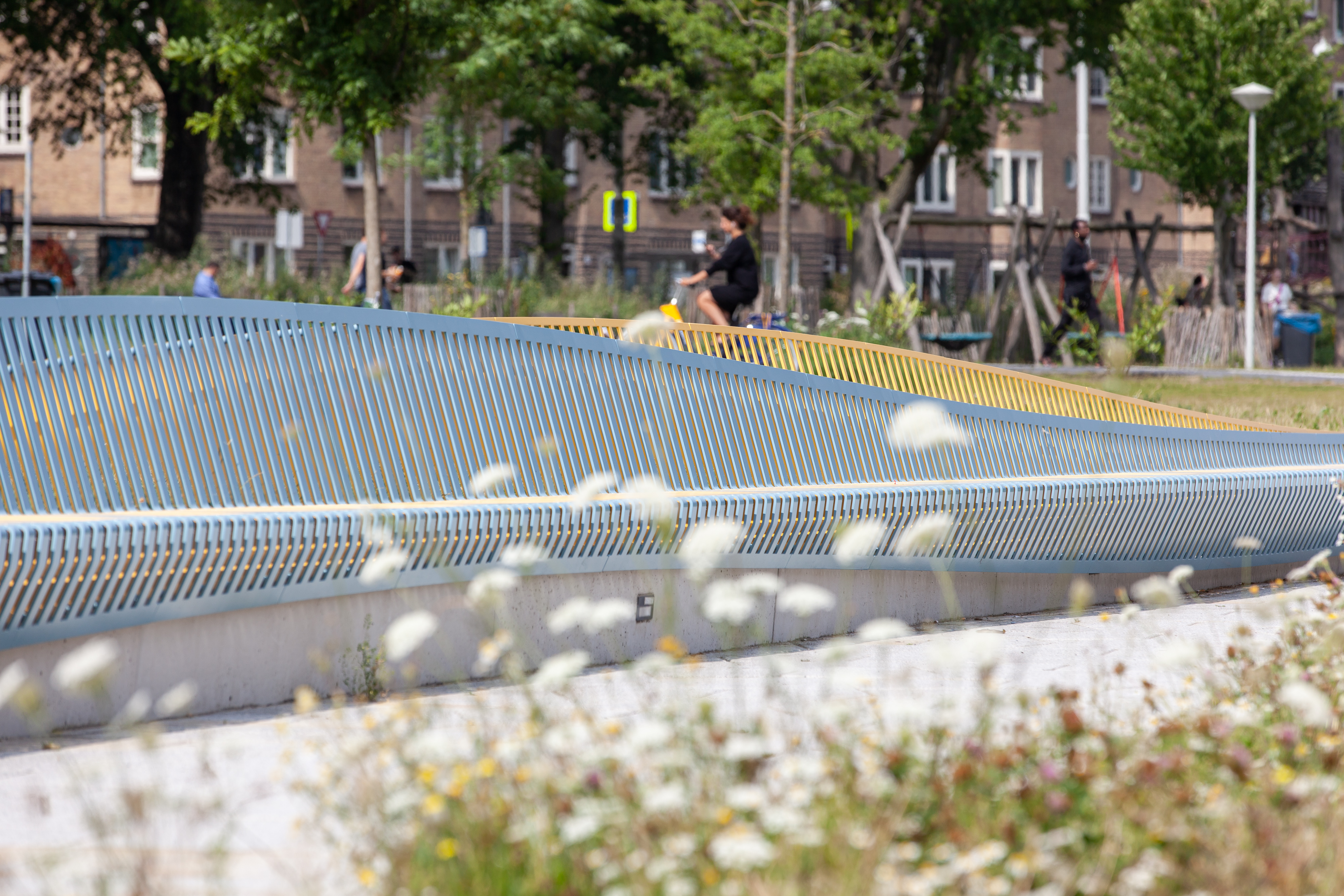
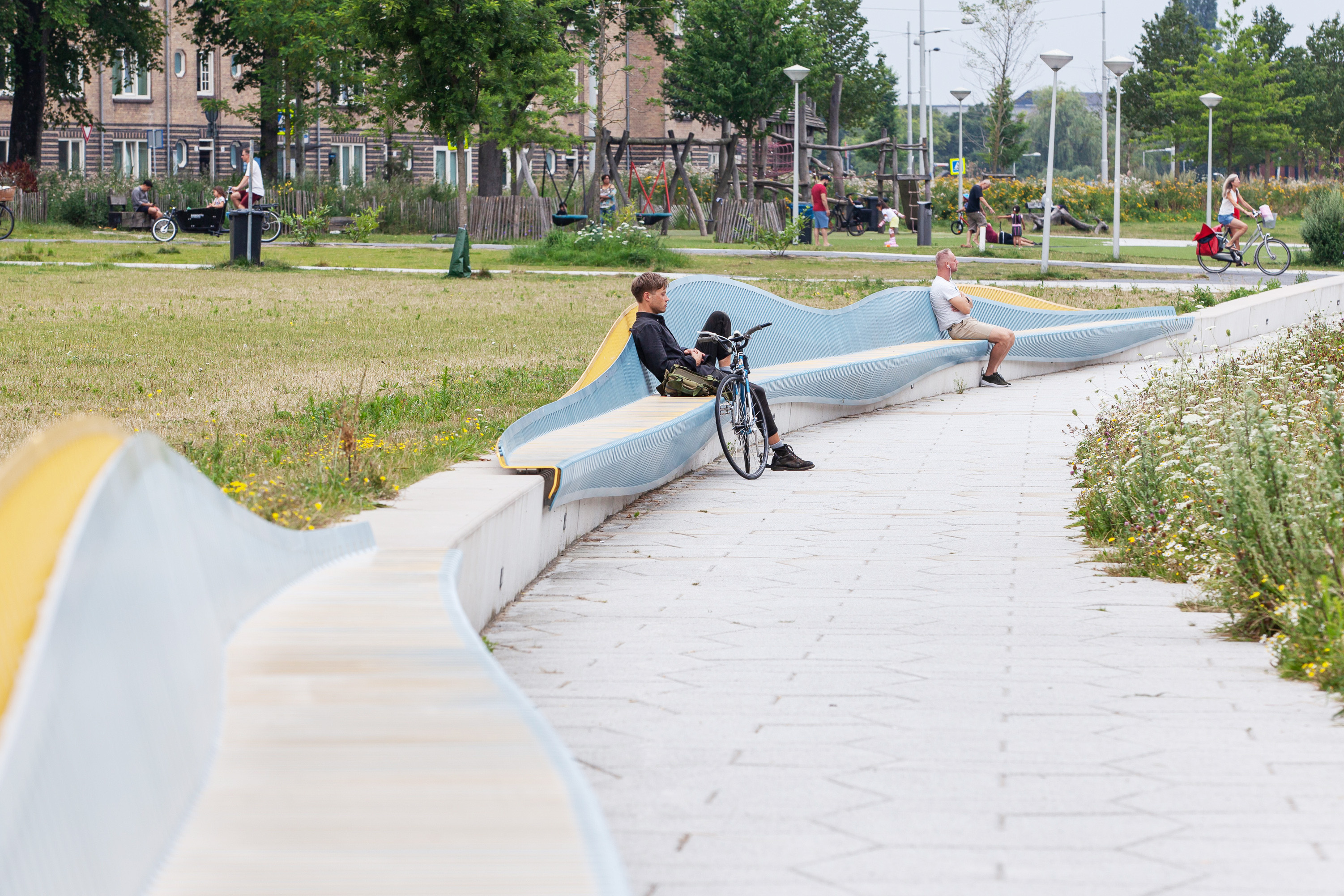
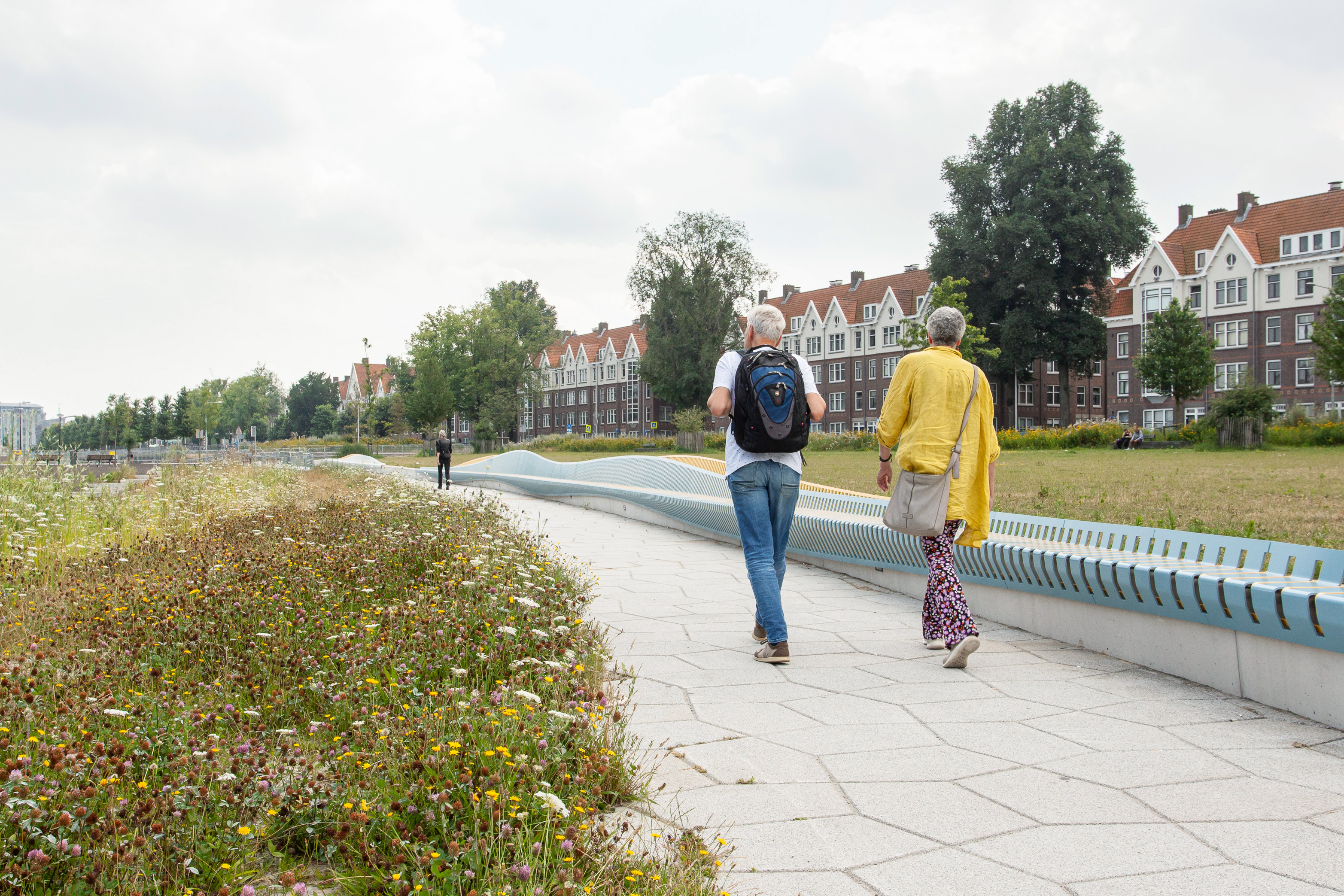
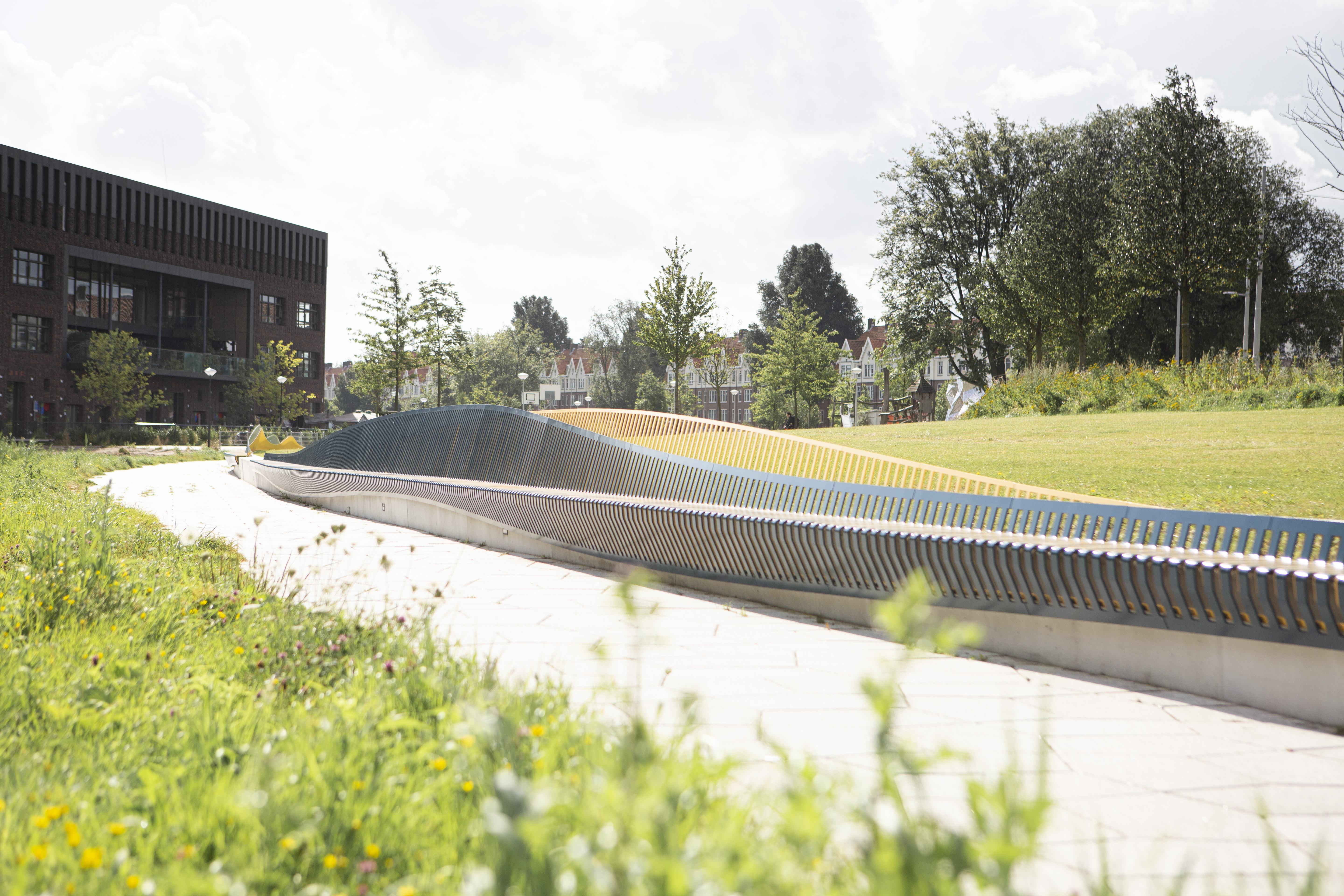